# Burton Pidsea
Burton Pidsea – wieś w Anglii, w hrabstwie East Riding of Yorkshire. Leży 16 km na wschód od miasta Hull i 251 km na północ od Londynu. W 2001 miejscowość liczyła 888 mieszkańców.